# Oxenfree
Oxenfree — це графічна пригодницька гра, розроблена та видана Night School Studio. Реліз для OS X, Windows і Xbox One відбувся у січні 2016 року. Версії для PlayStation 4 і Linux вийшли в 2016 році, у 2017 році зʼявились версії для iOS, Android і Nintendo Switch. У Oxenfree гравці беруть на себе роль дівчини-підлітка Алекс, яка на вихідні відправиться на місцевий острів. Після того, як відбуваються, здавалося б, надприродні події, Алекс та її друзі повинні розгадати таємниці острова.
Гра є дебютом Night School Studio. Натхненні класичними підлітковими фільмами і шоу про дорослішання, розробники хотіли створити сюжетну гру без катсцен, дозволяючи гравцям вільно пересуватись оточенням. Візуально Oxenfree поєднує темні, органічні та аналогові елементи з яскравими, геометричними та цифровими. Музикант scntfc створив саундтрек гри, який містить композиції, створені цифровими засобами й старовинними аналоговими магнітофонами і приймачами.
Реліз Oxenfree супроводжувався документальними фільмами про розробку, грою в альтернативній реальності та колекційним виданням і був зустрітий загалом позитивними відгуками, критики хвалили презентацію та персонажів, хоча деякі з них бажали більшого. Гру було номіновано на кілька нагород, включаючи «Найкращий наратив» на The Game Awards 2016 і «Видатне досягнення в історії» на 20-й щорічній церемонії DICE Awards. Продовження, Oxenfree II: Lost Signals, вийшло 12 липня 2023 року. Також розробляється адаптація телесеріалу.

## Ігровий процес

Алекс (ліворуч) і неігрові персонажі Джонас і Рен розмовляють, поки Алекс налаштовує радіо. Гравець має три можливі варіанти діалогу.

Oxenfree — це графічна пригодницька гра з точки зору 2.5D, у якій тривимірні персонажі пересуваються двовимірним середовищем. Гравець керує підлітком Алекс, яка відвідує місцевий острів із групою друзів.  Після випадкового вивільнення паранормальної сили на острові, Алекс з друзями повинні зрозуміти, що це за сила і як її зупинити.
Ігровий процес побудований на механіці «ходи і говори»: замість діалогів, що відбуваються під час роликів, над головою Алекс з’являються словесні бульбашки, що дають гравцеві можливість вибору між двома або трьома варіантами діалогу. У той же час Алекс може вільно пересуватися та орієнтуватися в ігровому світі. Гравці можуть вибрати опції діалогу в будь-який момент під час розмови, вирішуючи чекати, поки інші персонажі закінчать, переривати або мовчати. Певні параметри діалогу призводять до того, що над головами персонажів з’являється бульбашка з думками із зображенням Алекс, що свідчить про те, що вибір гравця вплинув на стосунки між персонажами.
Об’єкти, з якими можна взаємодіяти в ігровому світі, позначаються маленьким колом поруч із ними. Головоломки в грі вирішуються шляхом знаходження правильної частоти на портативному радіо Алекс, яке може виконувати такі дії, як відмикання дверей, спілкування з привидами, або шляхом заведення магнітофона на правильну швидкість. Oxenfree не має жодних умов для «game over»: вибір гравця та стосунки з персонажами визначають, яку з кількох можливих кінцівок отримає гравець.

## Сюжет
Алекс їде на останньому поромі, який прямує до вигаданого острова Едвардса на вечірку. Її супроводжують її друг Рен і її новий зведений брат Джонас. На острові Алекс і компанія зустрічають Кларису, яка є колишньою дівчиною Майкла — померлого брата Алекс, і Нону, вона є найкращою подругою Клариси та коханою Рена. Рен пояснює, що острів колись був військовою базою, а єдина постійна мешканка острова, Меггі Адлер, нещодавно померла. Після розмови на пляжі Алекс, Рен і Джонас досліджують довколишні печери, де, за чутками, певні радіочастоти викликають надприродні події. У маленькій печері Алекс налаштовує своє радіо на форму в повітрі та несподівано утворює просторовий розлом. Відповідає голос, і підлітки бачать видіння, а потім втрачають свідомість. Джонас і Алекс прокидаються перед радіовежею в іншому місці острова. Дзвонить Рен, який раніше знепритомнів у лісі, а Кларисса телефонує зі списаного військового форту на острові.
У лісі Джонас і Алекс стикаються з надприродними подіями, включаючи відображення Алекс у воді, яке спілкується з нею, об’єкти, що рухаються самі по собі, і часові петлі. Час виправляється, коли Алекс відтворює бобінну касету. Вони бачать Нону, яка стверджує, що бачила інших Джонаса та Алекс. Алекс і Джонас знаходять Рена, але після чергової петлі часу вони виявляють, що він одержимий «привидом». Використовуючи радіо, Алекс створює ще один розрив, який повертає Рена до норми. Рен і Нона повертаються до вежі.
У військовому форті в дзеркалі з’являється відображення Алекс, яке дає Алекс пораду. Привид розпитує їх і вселяється в Джонаса, розкриваючи, що привиди є командою підводного човна Каналоа, який вважається загубленим у морі. Алекс створює ще один розрив, який відроджує Джонаса. Вони знаходять Кларису, але час повертається до того моменту, коли вона стрибає з вікна, перш ніж зникнути. Нона, Алекс, Джонас і Рен знову збираються на вежі Харден. Не в змозі надіслати радіопередачу з острова, Рен пропонує знайти ключ від маєтку Меггі Адлер, де вона тримала човен. У маєтку Адлер одержима Кларисса розмовляє з Алекс; її розмови та листи, залишені Меггі Адлер по всьому острову, показують, що Адлер помилково сприйняла зашифровані повідомлення з Каналоа за ворожу передачу, і підводний човен був потоплений дружнім вогнем. Екіпаж не загинув, а був перенесений в інший вимір завдяки експериментальному ядерному реактору субмарини. Адлер і її подруга Анна намагалися зв'язатися з екіпажем Каналоа по радіо, але Анна була поглинена розломом. Екіпаж Каналоа має намір використати тіла Алекс та її друзів, щоб втекти з виміру, утримуючи їх на острові достатньо довго, щоб їхні спроби заволодіння були успішними.
Алекс і група дізнаються про план Меггі Адлер виправити розломи — перейти на інший бік від них і налаштувати радіо всередині. Алекс неодноразово повертається в минуле, головним чином до часів, коли вона розмовляла з Майклом. Привид вселяється в Джонаса та намагається торгуватися з Алекс, пропонуючи пощадити її та решту її друзів, якщо вони залишать Клариссу. Повернувшись до печер, Алекс налаштовується на розлом, який відправляє її в порожнечу. Зустрівши одержиму Кларису, привиди попереджають Алекс, що вона помре, якщо розлом буде закритий, а якщо Алекс вийде через розлом — привиди утримуватимуть Кларису. Алекс може вибрати піти, стерши існування Клариси; сама закрити розлом, що залишить її з привдами; або, якщо вона знайшла певні листи від Меггі Адлер, у яких згадуються імена членів екіпажу, Алекс може звернутися безпосередньо до них, переконавши їх відпустити її та Кларису. Відображення Алекс, яка дає їй поради, виявляється Алекс із майбутнього. Вона повертається до розмови з Майклом, який зізнається, що вони з Клариссою планують переїхати з міста, і просить поради в Алекс. Тоді час виправляється.
Алекс прокидається разом з іншими на поромі додому; Джонас повідомляє їй, що все, що вона робила, виправило розрив і що все нормально. Кожен показує, що протягом обмеженого періоду вони поверталися до спогадів. Потім вони клянуться нікому не розповідати про свій досвід. Нона робить останній груповий знімок.

### Кінцівки
В епілозі Алекс розкриває долю персонажів, на екрані зʼявляється зображення групи, зроблене Ноною, результати залежать від дій під час гри:
- Дружбу Клариси з Алекс і Майклом можна як зберегти, так і зруйнувати. Кларису також можна принести в жертву розлому, і ніхто не памʼятатиме Кларису, крім самої Алекс. Якщо її врятувати, вона або кине школу, або продовжить навчання.
- Залежно від дій Алекс Рен і Нона можуть мати або не мати стосунків на відстані.
- Стосунки Джонаса з Алекс можна як зберегти, так і зруйнувати.
- Майкла можна оживити, якщо Алекс заохотить його не переїжджати в часовій петлі. У такому разі Джонас і Алекс перестануть бути зведеними братом і сестрою. Дії гравця можуть або зруйнувати, або зберегти стосунки Майкла з Кларисою.

Алекс також описує власні плани; вона може піти до коледжу, у своєму рідному місті чи поза ним, або взяти відпустку. Після цього екран мерехтить, і Алекс повідомляє гравцеві, що вона їде на острів Едвардса і вперше зустрінеться з Джонасом, що показує, що герої досі у часовій петлі.
Якщо гравець починає іншу гру з тим самим файлом збереження (New Game Plus), Алекс має шанс надіслати собі повідомлення з острова. Після епілогу відтворюється нова сцена, в якій Алекс, Джонас і Рен чекають у супермаркеті, щоб купити алкоголь, перш ніж сісти на пором. Налаштувавши радіо, Алекс отримує повідомлення, яке вона з майбутнього надіслала з острова. Залежно від надісланого повідомлення та відповіді гравця, Алекс, Джонас і Рен можуть вирішити взагалі не їхати на острів Едвардса, щоб запобігти петлі.

## Розробка
Двоюрідні брати Шон Кранкель і Адам Хайнс заснували Night School Studio у 2014 році, бо давно прагнули разом попрацювати над відеоігрою. Хайнс працював над сюжетними іграми Telltale Games, такими як Wolf Among Us, тоді як Кранкель зустрічався або працював з багатьма майбутніми працівниками Night School в Disney. Хайнс і Кранкель були зацікавлені у створенні гри, яка розповідала б свою історію в унікальний спосіб.
Кранкель і Хайнс подивилися на інші ігри, зосереджені на сюжеті, і відчули, що це або лінійні історії або розгалужені історії, які залежать від вибору гравця, розказані в кат-сценах. «Ми подумали, чому б не дозволити вам вільно рухатися під час спілкування, взаємодії та дослідження розгалуженої історії?» — згадував Кранкель. Вони хотіли зробити спілкування ключовою механікою гри, але дозволити більше свободи, ніж попередні сюжетні ігри. «По суті, ми хотіли, щоб ніколи не було кат-сцени у грі, де ви могли б вільно ходити, рухатися та спілкуватися зі своїми друзями, і навіть спілкуватися з іншими істотами та іншими дивними речами». Замість того, щоб розвивати ігровий процес і додавати до нього історію, Night School зосередилася на розробці ігрового процесу, який би підтримував історію, яку вони хотіли розповісти. Оскільки «Night School» була невеликою командою, Хайнс і Кранкель мали окреслити масштаб гри, який можна було б реалізувати. Це означало переконатися, що розгалужені дерева діалогів можливих варіантів розмови ніколи не стануть надто розтягнутими.
Розробляючи історію, Кранкель і Хайнс спочатку подивилися на твори, які їх надихнули. Вони хотіли, щоб історія мала страшні та надприродні елементи, не межуючи з хоррором. Кранкель говорив: «Ми хотіли зробити щось трошки більше... по-спілбергівськи, і начебто надати цьому відчуття дива, і на деякий час просто взаємодіяти з цими надприродними істотами, коли це майже трохи весело, і, сподіваюся, це викликає у вас метеликів у животі, перш ніж воно стане божевільним". У створенні персонажів та сюжету, на розробників вплинули інші історії дорослішання, такі як фільм «Залишайся зі мною»; Кранкель зазначив, що персонаж Ліндсі Вір із телесеріалу «Диваки і навіжені» найбільше вплинув ззовні на персонажа Алекс.
Night School організувала кастинг для акторів озвучування в журналі Backstage. Команда створила субтитри-плейсхолдери в грі перед тим, як призначити акторів і записати рядки. Провідний інженер Брайант Кеннон згадував, що без голосів він не був впевнений, чи буде гра веселою; після того, як голоси були додані, він бачив персонажів як правдоподібних людей, які спілкуються. Хайнс керував сеансами запису, що дозволило йому одразу змінювати діалоги, якщо він відчував, що матеріал не працює, коли його озвучують актори. Усі актори озвучували свої репліки окремо та не за порядком, їхні розмови в грі зшивалися разом під час постпродакшену.
Oxenfree було розроблено переважно з використанням ігрового рушія Unity, Adobe Photoshop і Autodesk Maya. Візуал гри створила Хізер Гросс, яка черпала натхнення у власному вихованні — костюм Алекс зроблено з одягу, який Гросс носила у дитинстві. Команда хотіла одночасно показати на екрані кількох персонажів, бульбашки діалогів і місця для дослідження в навколишньому середовищі. Це безпосередньо вплинуло на двовимірний вигляд гри та відстань до персонажів на екрані. Працюючи з цими вимогами, Гросс створила живописні фони з паралаксом. Темні, органічні елементи сеттингу були створені на контрасті з надприродними елементами, які є яскравими та геометричними. Анімація, зображення та ефекти, необхідні для розвитку основного сюжету гри, зрештою зайняли більше часу, ніж очікували Хайнс і Кранкель, але вони виявили, що це допомогло організувати їхню історію в процесі.

### Аудіо
Американський композитор і звуковий дизайнер Ендрю Рорманн, відомий під псевдонімом scntfc, створив аудіо-супровід Oxenfree. Кранкель знав Рормана через друга свого друга і не знав про його музичний родовід. Спочатку Night School Studio не були впевнені, як вони хочуть, щоб звучала музика гри. Хайнс згадував, що вони надали Рорманну «випадкові» пропозиції щодо звучання, зокрема «Джон Карпентер зустрічає Boards of Canada», але були вражені музикою, яку вони отримали у відповідь.
Кранкель сказав, що мета полягала в тому, щоб музика одночасно відчувалась аналоговою і цифровою, «щоб вона викликала ностальгію, але не відбувалася в певний час у минулому». Рорманн поєднав цифрові методи запису та плагіни з аналоговими, пропустивши деякі звуки через старі касетні деки та магнітофонні касети. Короткохвильове радіо, яке Алекс використовує в грі, було створено шляхом запису звуків через радіостанцію часів Другої світової війни. Значна частина музики була написана не для конкретних сцен, а для певних настроїв; Рорманн підрахував, що 90% пісень у завершеній грі були ідентичні його оригінальним демо-записам. Саундтрек вийшов 15 січня 2016 року, щоб супроводжувати гру, а обмежене видання вінілу було відправлено пізніше.

## Реклама та реліз
Night School опублікувала тизер гри 1 березня 2015 року , а через чотири дні на Game Developers Conference відбулося повне оголошення. У жовтні 2015 року було оголошено, що гра вийде в січні 2016 року; це оголошення збіглося з другим тизером гри. Після релізу, Skybound Entertainment звернулась до Night School, щоб допомогти розробити додаткові медіа для гри. У січні 2016 року Skybound випустила кілька епізодів у рамках серії Creator Series про створення Oxenfree, де детально описується історія, візуал, механіки та озвучення. Night School співпрацювала з iam8bit, щоб створити колекційне видання гри, яке містило демо-запис групи Рена в грі, карту острова, плакат і код для гри.
Версія гри для PlayStation 4 (PS4) була анонсована 27 квітня та вийшла 31 травня. Версія гри для PS4 додала режим New Game+, а також зміни для цієї платформи, як-от використання контролера DualShock 4 для налаштування радіо в грі. Версія гри для iOS вийшла в Apple App Store 16 березня 2017 року. Гру було додано до мобільного ігрового застосунку Netflix у вересні 2022 року.
Oxenfree також мала гру в альтернативній реальності (ARG). У грі є радіочастоти, які підказують реальний номер телефону. Цей номер телефону привів гравців до облікового запису @xray9169363733 у Twitter. Обліковий запис публікував різноманітні таємничі закодовані повідомлення, усі вони, здавалося, вказували на реальне місцезнаходження. 7 травня 2016 року YouTuber Джессі Кокс опублікував відео, схоже на трейлер Oxenfree для PS4, але з кількома буквами, виділеними червоним. Це привело гравців до edwardsisland.com. Було знайдено кілька повідомлень, але найважливішим було «МІЛНЕР –  ЦЕ ВОРД», яке підтверджувало, що спеціальний об’єкт буде заховано у Форт-Ворді, штат Вашингтон. 11 червня 2016 року фанати, граючи в ARG виявили, що об'єктом була коробка з листами Алекс з усіх можливих часових ліній гри, а також ручний магнітофон із двома паперовими музичними записами пісень із саундтреку до гри.

## Сприйняття
| Агрегатор  | Оцінка                                                     |
| ---------- | ---------------------------------------------------------- |
| Metacritic | PC: 80/100 XONE: 78/100 PS4: 79/100 iOS: 87/100 NS: 81/100 |

| Видання                                  | Оцінка  |
| ---------------------------------------- | ------- |
| Destructoid                              | 9/10    |
| Electronic Gaming Monthly                | 7.5/10  |
| Game Informer                            | 7.75/10 |
| GameRevolution                           | [ 39 ]  |
| GameSpot                                 | 8/10    |
| IGN                                      | 8.2/10  |
| Official Xbox Magazine (Велика Британія) | [ 42 ]  |
| PC Gamer (США)                           | 83/100  |
| Polygon                                  | 7/10    |
| VideoGamer.com                           | 8/10    |

Oxenfree отримала позитивні відгуки критиків, кожна версія гри отримала «загалом схвальні» відгуки згідно з Metacritic. Wired написали, що «Oxenfree демонструє розумне мислення про стосунки між іграми та гравцями», і що як перша гра Night School це був «вдалий дебют». Destructoid похвалили гру за те, що вона черпає натхнення зі старих фільмів, але все ще є «якою завгодно, крім типовою», написавши: «Вона залучає свій власний стиль і настрій, торкаючись чогось дуже щирого та особливого. Це може бути просто найкраща «хоррор-гра», яку я грав у останні роки». Polygon висловились з меншим ентузіазмом, написавши, що, незважаючи на багатообіцяючі атрибути, «я закінчив Oxenfree з роззявленим ротом, відчуваючи себе абсолютно незадоволеним».
Аудіовізуальна презентація гри зазвичай вважалася сильною стороною гри. Destructoid назвали акварельний художній стиль гри «розкішним». Electronic Gaming Monthly вигідно протиставив традиційний медіа-стиль Oxenfree набагато більш поширеному ретро-піксельному стилю інді-ігор. Журнал та інші також схвально підкреслювали контраст між акварельним виглядом навколишнього середовища та різкими цифровими ефектами паранормальних явищ; Electronic Gaming Monthly назвав це «великим успіхом», тоді як Destructoid відзначив, що звичайна м’якість візуалу зробила вторгнення цифрових елементів більш тривожним.
Рецензенти відчули, що натуралістичний діалог Oxenfree був сильною стороною. Polygon відзначили Oxenfree за те, що вона не покладається на ліниву або шаблонну мову, а GameSpot підкреслив взаємодію між персонажами, яка поглиблювалась в ході гри. IGN, навпаки, відчули, що такі персонажі, як Рен, розмовляють дратівливо або формально. GamesTM і The AV Club відзначають, що в грі представлені органічні варіанти діалогу, у яких відсутні чіткі хороші чи погані асоціації. Такі рецензенти, як Том Оррі з VideoGamer.com, вважали, що сценарій іноді не міг передати реалістичну паніку чи страждання персонажів у їхніх виняткових обставинах. Оглядач IGN зазначила, що, незважаючи на її зусилля, деякі варіанти діалогу неминуче шкодять стосункам у грі. «Це важливе нагадування про те, що ви не можете «перемагати» в соціальних ситуаціях, і це залишило надприродний сюжет Oxenfree у реальності», — написала вона. Game Informer вважає, що нечіткі результати вибору інколи ставали перешкодою, а протилежні реакції очікуваних дій здавалися «неправильними». А GameSpot навпаки оцінили, що деякі наслідки вибору діалогу стали зрозумілими лише пізніше в грі, заохочуючи повторні проходження, щоб спробувати різні підходи.
Polygon назвав гру однією з найкращих за десятиліття.

### Номінації
| Рік  | Нагорода                                              | Категорія                                | Результат | Джерело       |
| ---- | ----------------------------------------------------- | ---------------------------------------- | --------- | ------------- |
| 2016 | Independent Games Festival Awards 2016                | Excellence in Visual Art                 | Перемога  | [ 49 ]        |
| 2016 | Unity Awards 2016                                     | Best 2D Visual Experience                | Номінація | [ 50 ]        |
| 2016 | Golden Joystick Awards 2016                           | Best Storytelling                        | Номінація | [ 51 ]        |
| 2016 | Golden Joystick Awards 2016                           | Best Indie Game                          | Номінація | [ 51 ]        |
| 2016 | The Game Awards 2016                                  | Best Narrative                           | Номінація | [ 52 ]        |
| 2017 | 20th Annual D.I.C.E. Awards                           | Outstanding Achievement in Story         | Номінація | [ 53 ]        |
| 2017 | Game Developers Choice Awards                         | Best Debut (Night School Studio)         | Номінація | [ 54 ] [ 55 ] |
| 2017 | Game Developers Choice Awards                         | Best Narrative                           | Номінація | [ 54 ] [ 55 ] |
| 2017 | SXSW Gaming Awards                                    | Excellence in Narrative                  | Номінація | [ 56 ]        |
| 2017 | 13th British Academy Games Awards                     | Debut Game                               | Номінація | [ 57 ]        |
| 2017 | 13th British Academy Games Awards                     | Narrative                                | Номінація | [ 57 ]        |
| 2018 | National Academy of Video Game Trade Reviewers Awards | Writing in a Comedy (iOS/Android/Switch) | Номінація | [ 58 ] [ 59 ] |

## Сиквел
У 2021 році Night School оголосила, що продовження, Oxenfree II: Lost Signals, вийде на ПК, Nintendo Switch, PlayStation 4 і PlayStation 5, а також на Android та iOS як ексклюзив для Netflix Games. Дія сиквела розгортається через п’ять років після Oxenfree з новим персонажем, дослідницею навколишнього середовища на ім’я Райлі, яка повертається до свого рідного міста Камена, щоб дослідити дивні радіопередачі. Night School Studio оновила радіопередачі Oxenfree щоб прив’язати їх до випуску продовження. Спочатку вихід гри було заплановано на 2021 рік, гра вийшла 12 липня 2023 року.

## Телесеріальна адаптація
У 2016 році повідомлялося, що письменник Роберт Кіркман планує допомогти адаптувати Oxenfree у фільм через Skybound. Кранкель сказав, що фільм не вийшов через складну систему студій Голлівуду, а в 2021 році повідомив, що проект розвивається як телесеріал.

## Зовнішні посилання
- Офіційний сайт
- Oxenfree на MobyGames